# پوسته لاک‌پشت

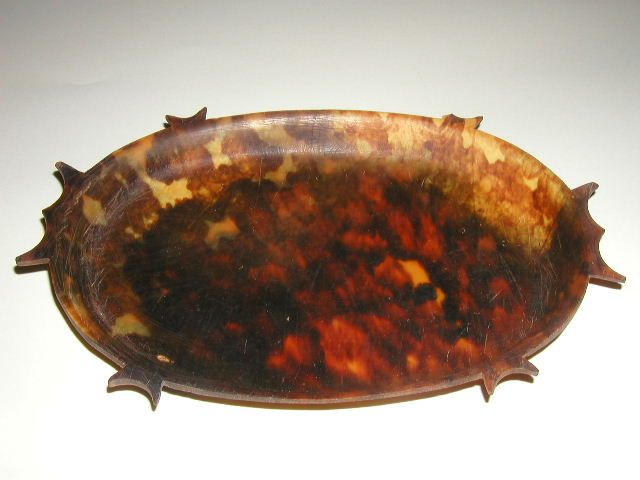
زیور آلات لاک پشتی از میکرونزی

پوسته لاک‌پشت (انگلیسی: Tortoiseshell) یک محصول فرآوری شده از پوسته لاک‌پشت پوزه عقابی، نوعی لاک پشت دریایی است که در مناطق استوایی زندگی می‌کند. رنگ آن شفاف، زرد مایل به قرمز با لکه‌های قهوه ای تیره است. در ژاپن، هر چه قسمت زرد بیشتر باشد، قیمت آن بیشتر است، و در غرب، هر چه قسمت قهوه ای بیشتر باشد، قیمت آن بیشتر است.
به عنوان مواد برای صنایع دستی استفاده می‌شود. علاوه بر ارزش کمیابی آن، مشتریان زیادی وجود دارند که محصولات پوسته لاک پشتی را به دلیل بافت سبک آن که با محصولات پلاستیکی متفاوت است، خریداری می‌کنند.
این ماده از پوسته گونه‌های بزرگ‌تر لاک‌پشت زمینی و لاک‌پشت به‌طور عمده لاک‌پشت پوزه عقابی تولید می‌شود. لاک‌پشت پوزه عقابی عمدتاً به دلیل بهره‌برداری از آن برای این تجارت به عنوان یک گونه در معرض خطر انقراض در فهرست قرمز اتحادیه بین‌المللی حفاظت از طبیعت قرار گرفته‌است.

## در ژاپن
در ژاپن بکّو (به ژاپنی: べっこう、べっ甲) نامیده می‌شود و در صنایع دستی سنتی به کار برده می‌شود. امروزه سه منطقه عمده تولید لاک لاک پشت در ژاپن وجود دارد: «ناگاساکی بکّو»، «نانیوا بکّو» و «ادو بکّو». در دوره ادو، به‌طور گسترده‌ای برای ساخت فریم عینک (عینک‌های توکوگاوا ایه‌یاسو معروف است)، شانه، سنجاق سر، گیره ارسی، سنجاق و دکمه استفاده می‌شد. امروزه بیشتر این زیورآلات از مواد پلاستیکی ساخته می‌شوند، اما اغلب از الگوی لاک پشتی قدیمی تقلید می‌کنند.
از آنجایی که محصولات لاک پشت در برابر عرق و محصولات حالت دهنده مو آسیب‌پذیر هستند، لازم است مرتباً آنها را خشک کنید، مخصوصاً هنگام استفاده از وسایل کوچکی که با بدن انسان تماس دارند. اما لاک لاک پشت یک پروتئین طبیعی است و این خاصیت را دارد که با توجه به دمای بدن فرد به‌طور نامحسوس تغییر شکل می‌دهد. بسیاری از مردم با توجه به ویژگی‌هایی که دارد برای عینک‌های لاک پشتی با وجود گران بودن ارزش قائل هستند.

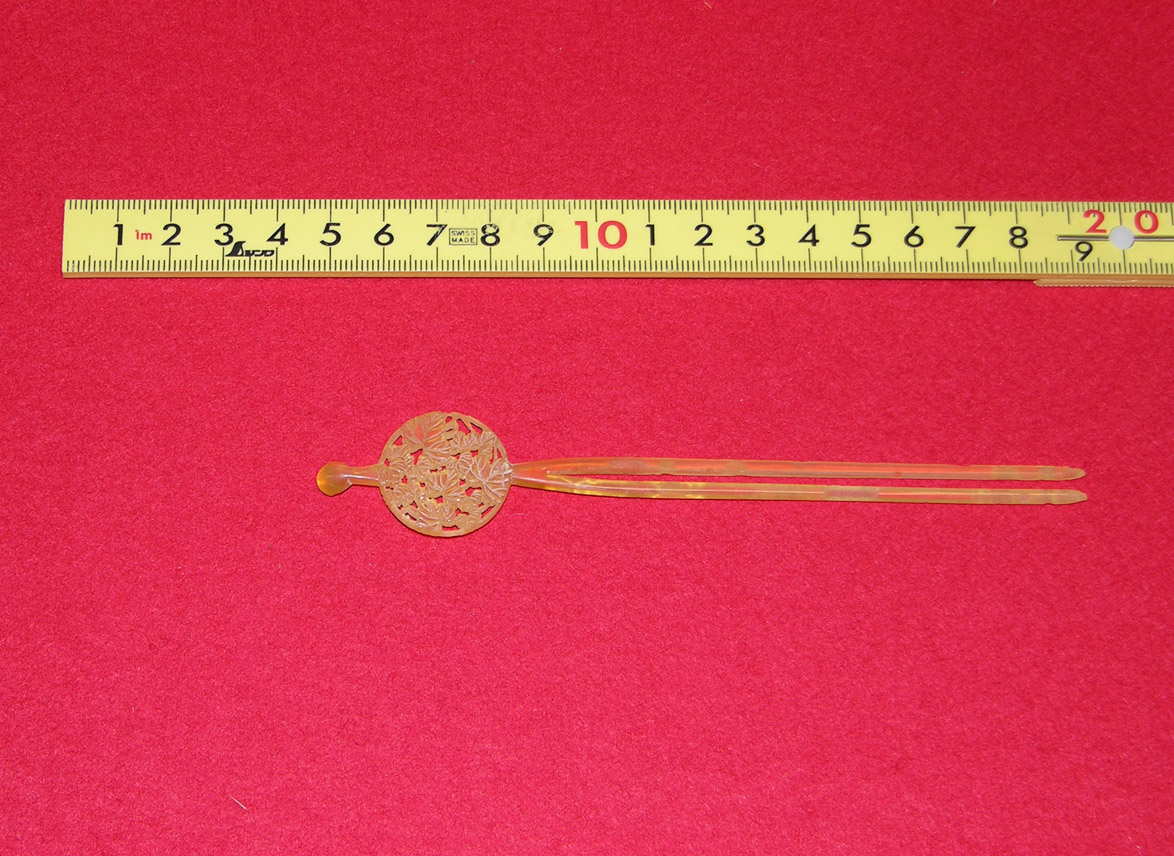
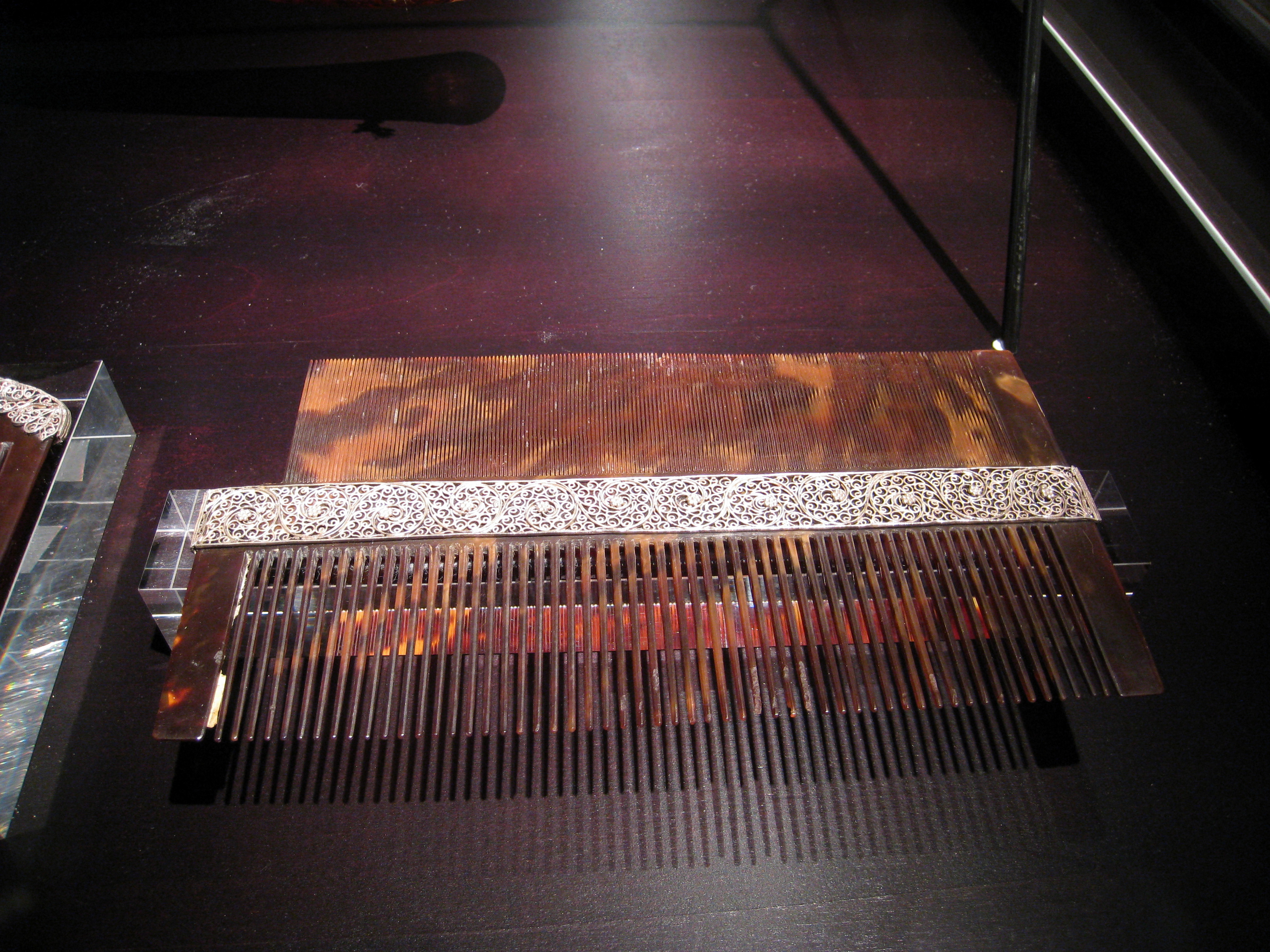
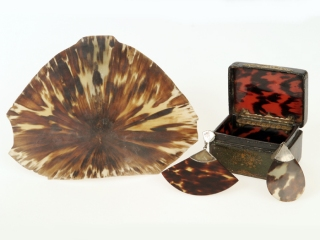
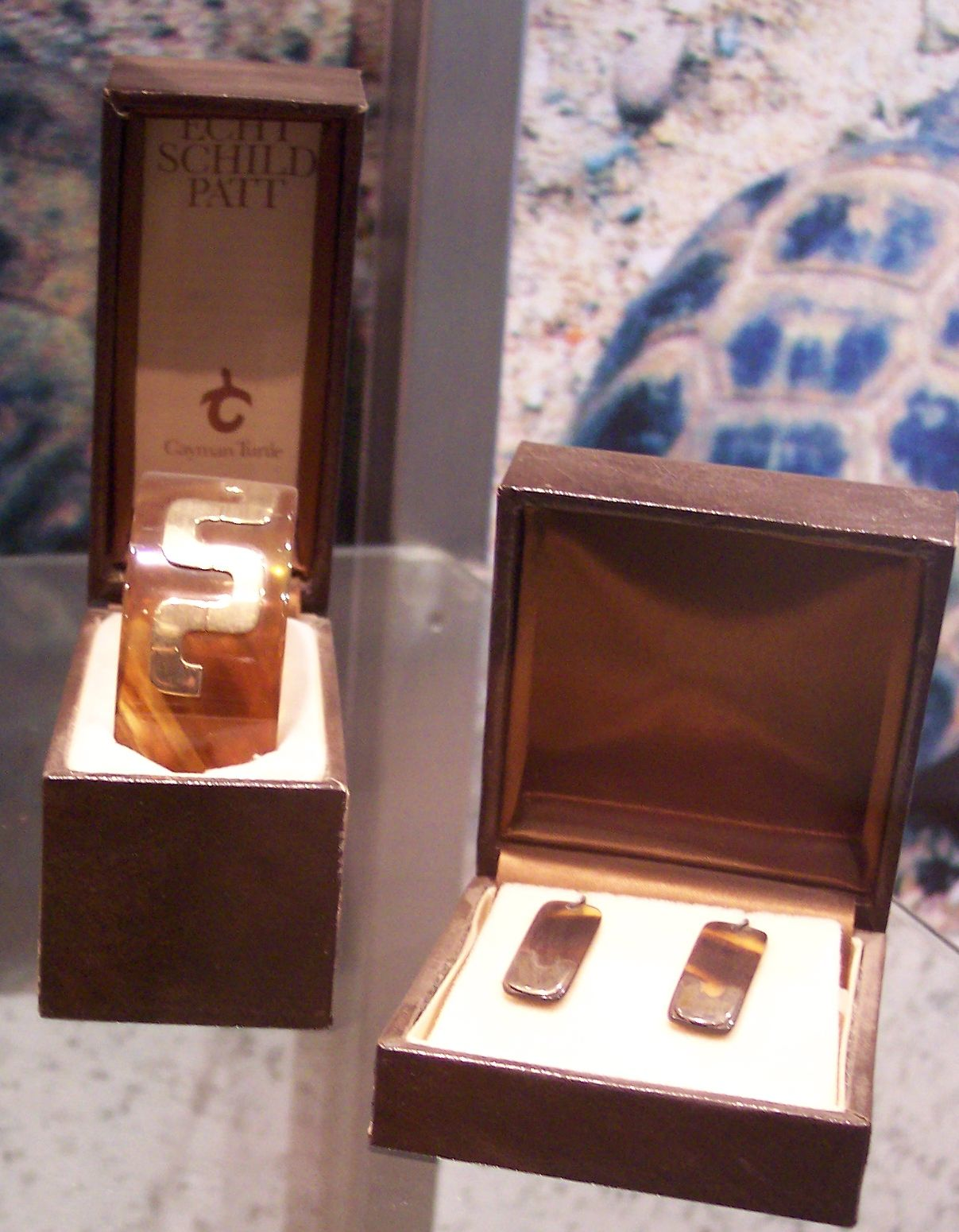
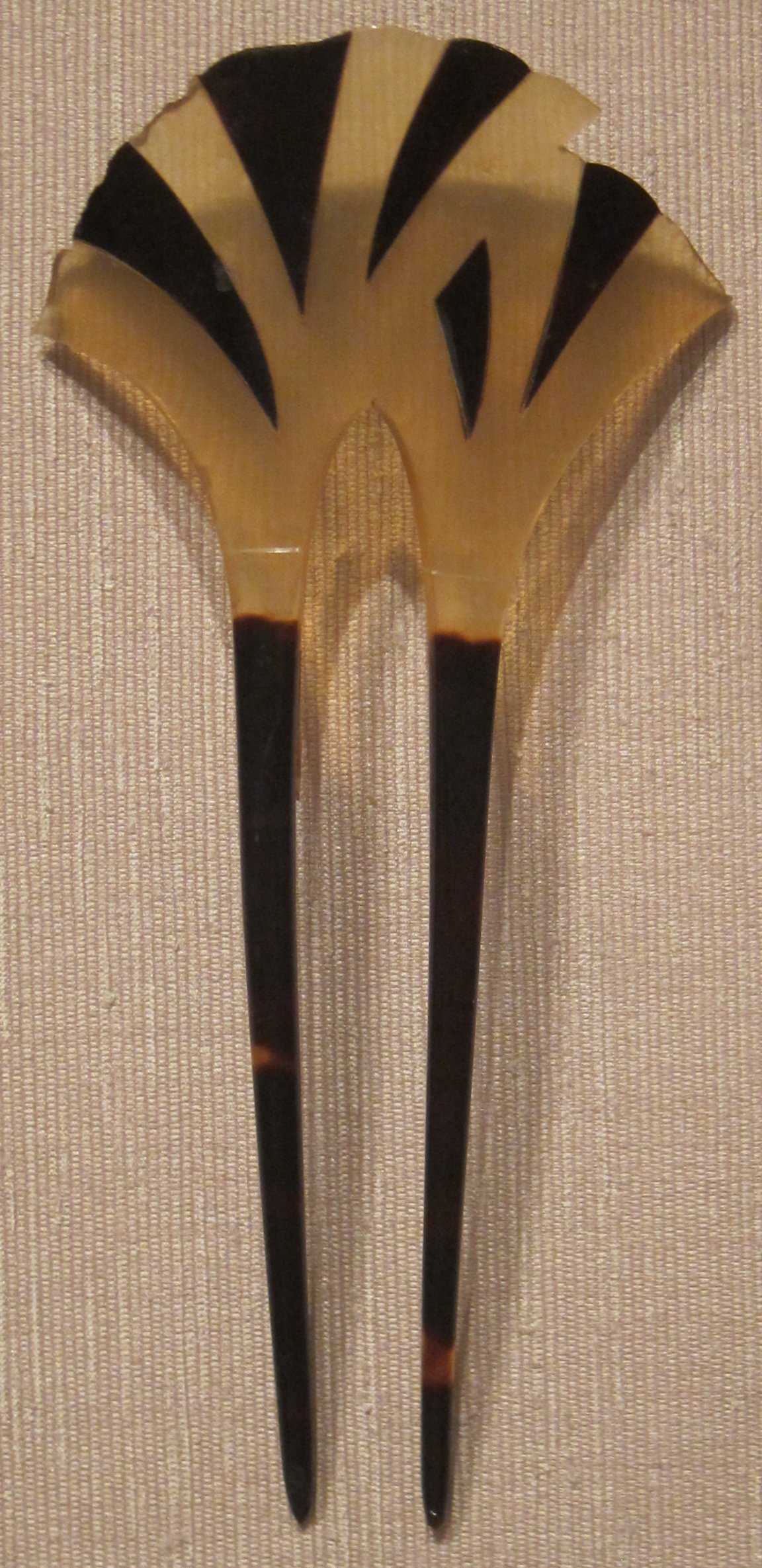
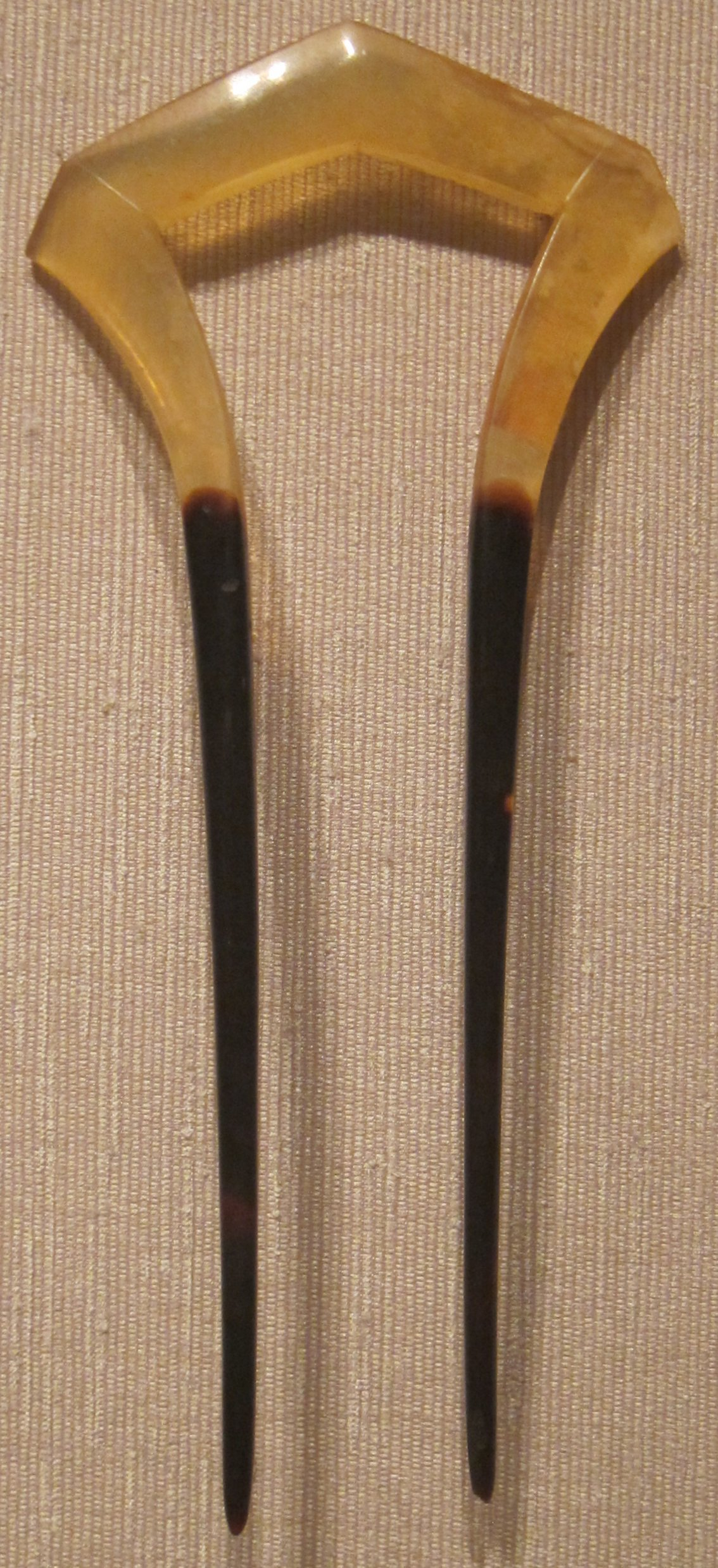
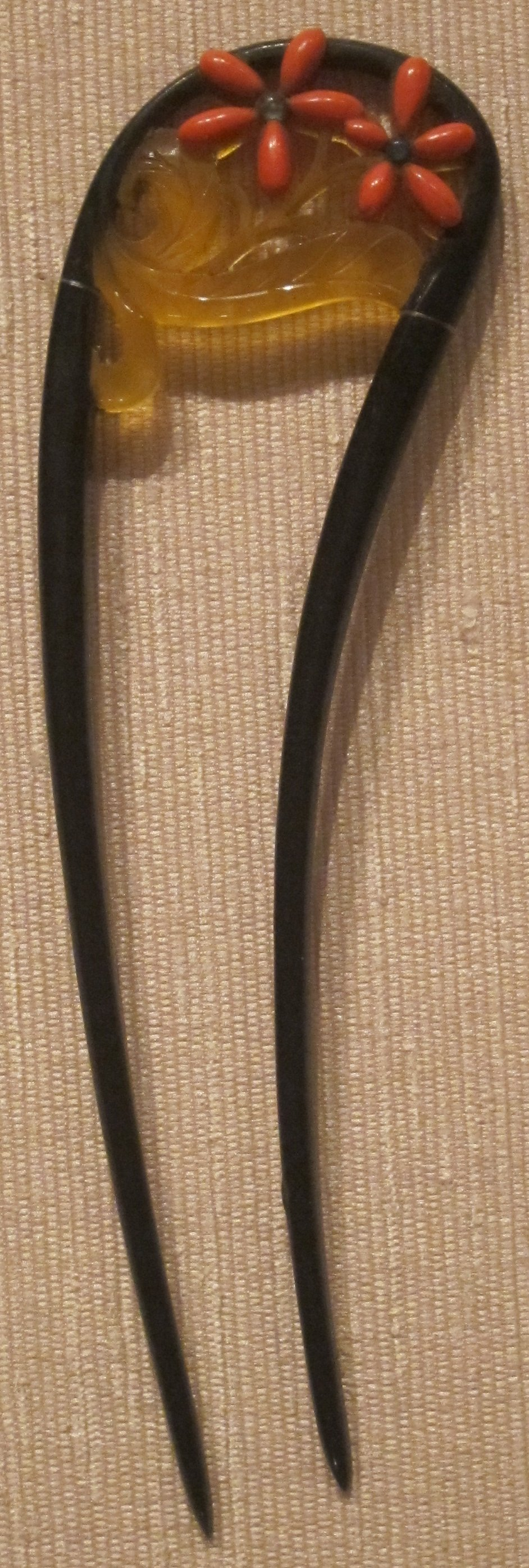
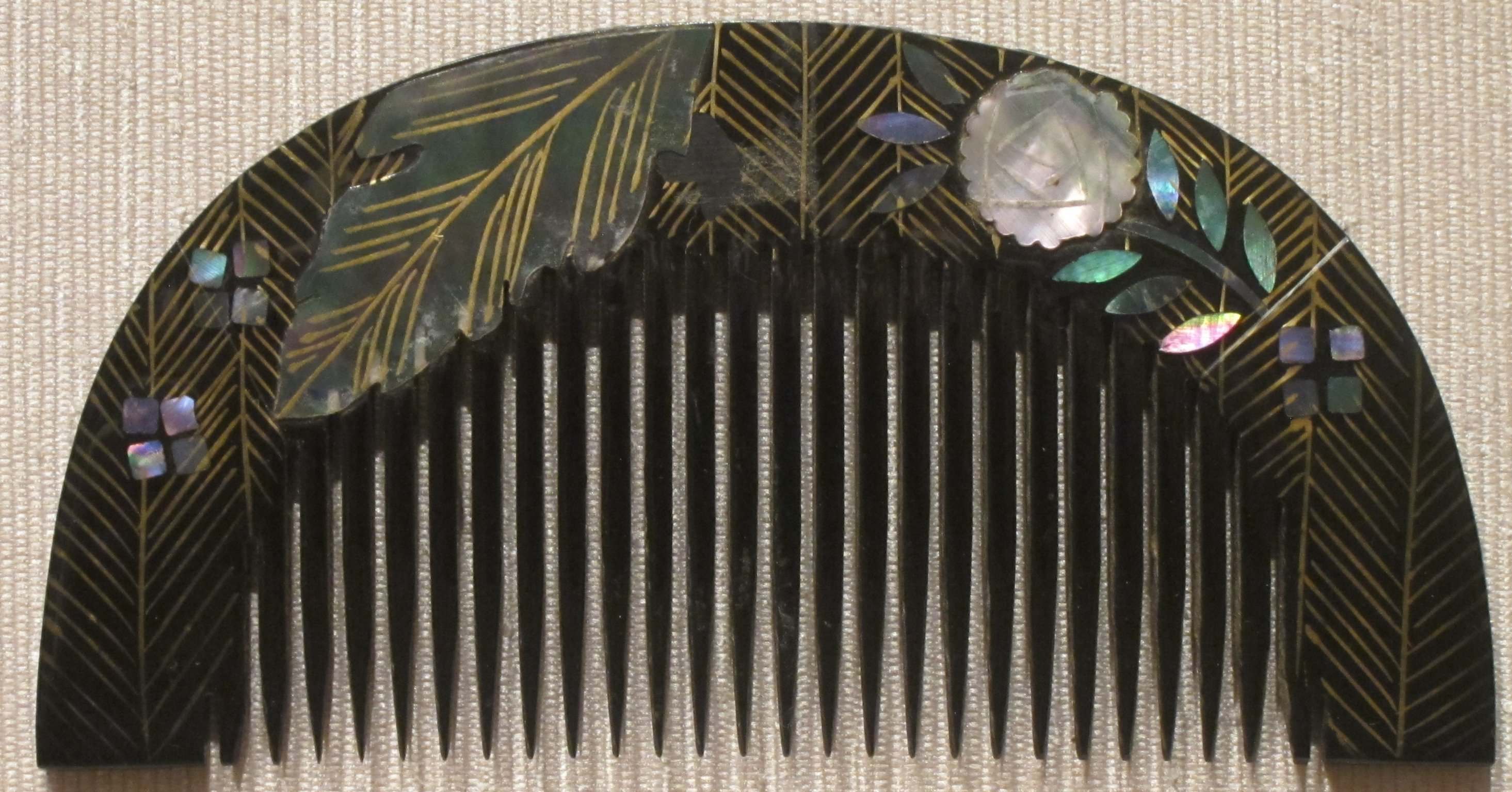
）
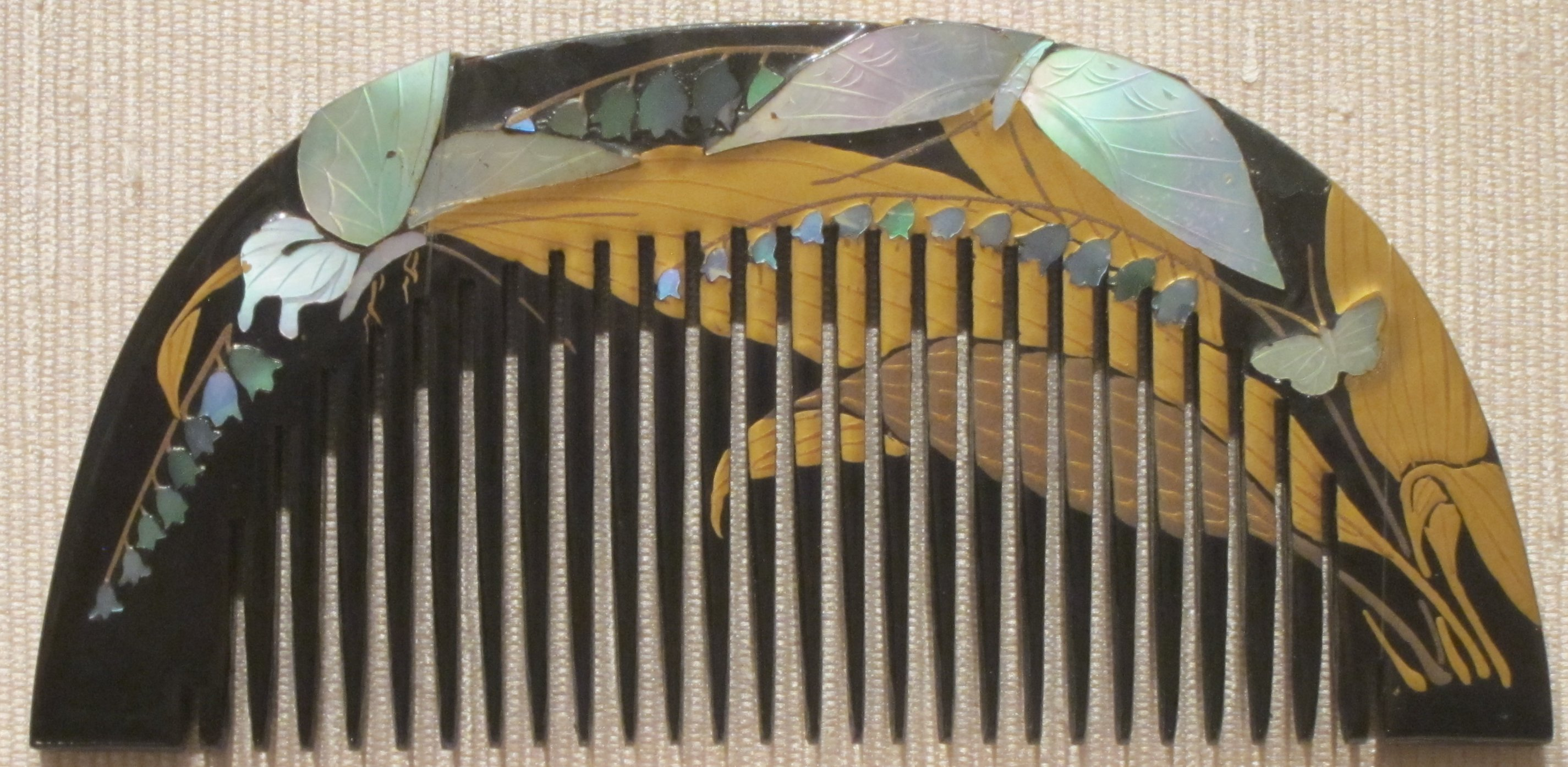
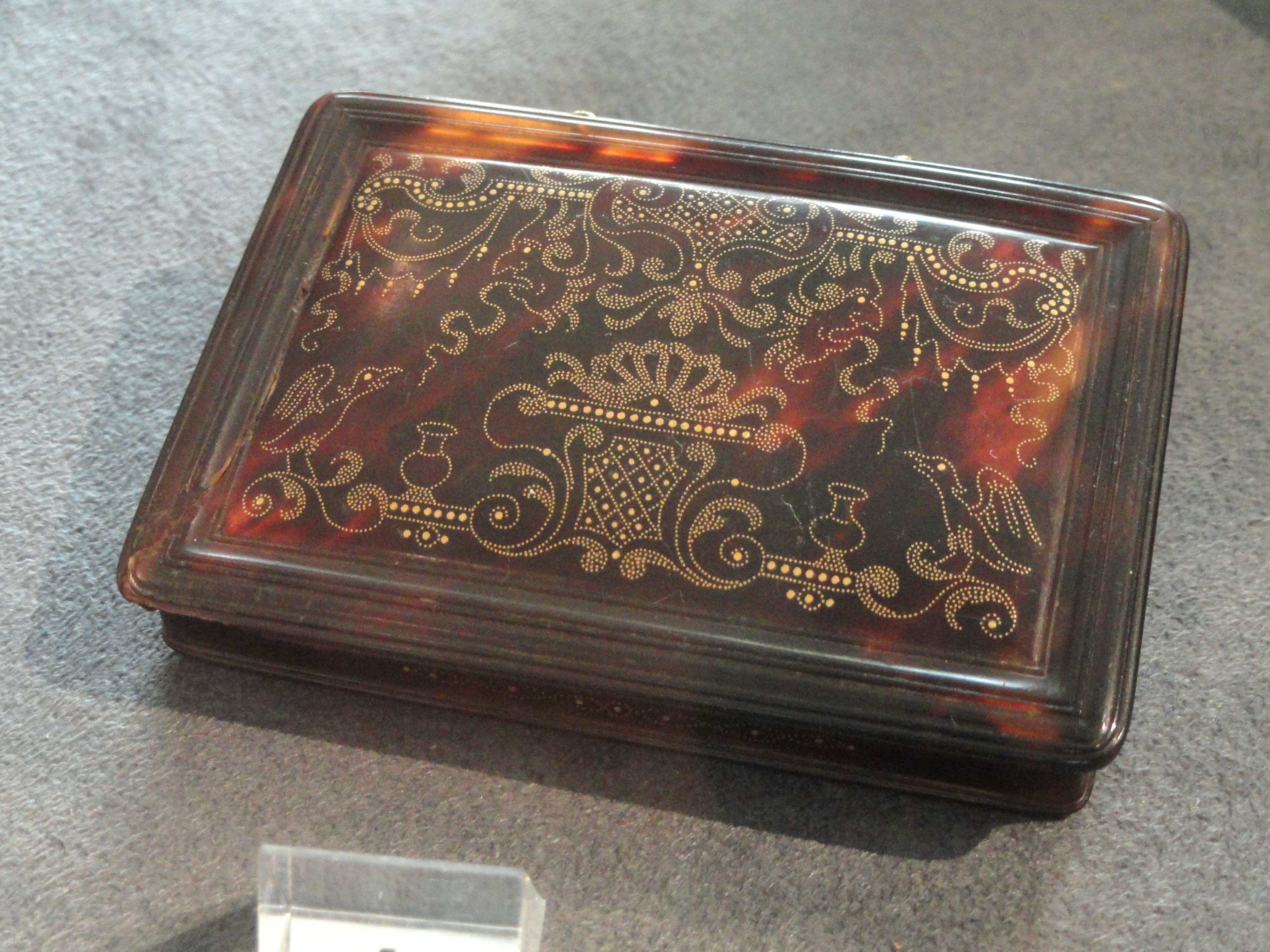